# راکپورت (ایلینوی)
راکپورت (به انگلیسی: Rockport) یک منطقهٔ مسکونی در ایالات متحده آمریکا است که در ایلینوی واقع شده‌است.